# Костків
Костків (пол. Kostków) — село у Польщі, у гміні Ярослав Ярославського повіту Підкарпатського воєводства. Знаходиться на відстані 8 км на північ від Ярослава. Населення — 498 осіб (2011).

## Історія
Назва села походить від прізвища власників навколишніх земель у XVI ст. — шляхтичів роду Костка. Серед інших володінь Костків — сусідні села Полкіни та Моравсько.
У 1975—1998 роках село належало до Перемишльського воєводства.

## Демографія
Демографічна структура станом на 31 березня 2011 року:
|          | Загалом | Допрацездатний вік | Працездатний вік | Постпрацездатний вік |
| -------- | ------- | ------------------ | ---------------- | -------------------- |
| Чоловіки | 248     | 61                 | 162              | 25                   |
| Жінки    | 250     | 64                 | 140              | 46                   |
| Разом    | 498     | 125                | 302              | 71                   |